# Dearborn Heights
Dearborn Heights é uma cidade localizada no estado americano do Michigan, no Condado de Wayne.

## Demografia
Segundo o censo americano de 2000, a sua população era de 58.264 habitantes.
Em 2006, foi estimada uma população de 55.278, um decréscimo de 2986 (-5.1%).

## Geografia
De acordo com o United States Census Bureau tem uma área de 30,3 km², dos quais 30,3 km² cobertos por terra e 0,0 km² cobertos por água.

## Localidades na vizinhança
O diagrama seguinte representa as localidades num raio de 8 km ao redor de Dearborn Heights.